# HD 104304
HD 104304，又名BD-09 3413，SAO 157041、HR 4587，是一颗恒星，视星等为5.55，位于銀經283.11，銀緯50.47，其B1900.0坐标为赤經11h 55m 36.5s，赤緯-9° 50.47′ 34″。